# Morris Swadesh
Morris Swadesh (Holyoke, Massachusetts, 1909-1967) fou un lingüista nord-americà, casat amb la també lingüista Mary Rosamund Haas.
Considerat deixeble d'Edward Sapir, es graduà en lingüística el 1930, el 1930 acompletà els estudis a la Universitat de Chicago i el 1933 es doctorà a Yale. El seu treball inicial se centrà en la llengua dels nootka i més tard en el chitimacha, del qual descobrí que era una llengua aïllada.
El 1937 marxà a Mèxic, on fou director del Consejo de Lenguas Indígenas, i director de lingüística al Departamento de Asuntos Indígenas. El 1941 va tornar als EUA per a ajudar a l'exèrcit a l'elaboració de diccionaris del xinès, birmanès, rus i espanyol. Però el 1948 li retiraren el passaport, acusat de fer activitats "esquerranes", i el 1953 tornà a Mèxic per a exercir de professor d'antropologia i lingüística.
La seva obra més perdurable és una llista de vocabulari bàsic, l'anomenada llista Swadesh de 100 "significats" bàsics que es fa servir, no sense controvèrsia, per a descobrir la genealogia de les llengües. Aquesta tècnica es deia glotocronologia.